# Magnus von Wedderkop (Jurist, 1864)
Magnus von Wedderkop (* 12. März 1864 in Vechta, Großherzogtum Oldenburg; † 27. Januar 1929 in Oberbreisig) war ein deutscher Jurist und Museumsjustiziar der Königlichen Museen zu Berlin. Als Publizist befasste er sich insbesondere mit französischer Literatur und Kunstgeschichte.

## Leben

### Familie und frühe Jahre
Magnus von Wedderkop entstammt der Adelsfamilie von Wedderkop. Er war wie sein Vater Magnus Cajus Friedrich Conrad von Wedderkop, der Oberamtsrichter in Eutin und Kammerherr am Hof des Großherzogtums Oldenburg war, ein Namensvetter des Juristen und Politikers Magnus von Wedderkop, auf den das Adelsgeschlecht zurückgeht. Seine Mutter war Elisabeth Post, eine Ur-Enkelin des Bremer Bürgermeisters Liborius Diederich Post. Sein jüngerer Bruder, Hermann von Wedderkop war Schriftsteller, Übersetzer und Herausgeber der Kunstzeitschrift Der Querschnitt.
Nachdem Magnus von Wedderkop am Großherzoglichen Gymnasium in Eutin am 9. September 1884 die Maturitätsprüfung abgelegt hatte, studierte er im Wintersemester 1884/85 und Sommersemester 1885 Rechtswissenschaften an der Großherzoglichen Badischen Albert-Ludwigs-Universität Freiburg, wo er unter anderem von Heinrich Rosin unterrichtet wurde. Er studierte zudem im Wintersemester 1885/86 und Sommersemester 1886 an der Ludwig-Maximilians-Universität München und im Wintersemester 1886/87 und Sommersemester 1887 an der Königlichen Friedrich-Wilhelms-Universität zu Berlin, wo er unter anderem von Rudolf von Gneist unterrichtet wurde. Am 2. März 1888 bestand er die erste juristische Prüfung beim Kammergericht in Berlin. Er schlug eine Verwaltungslaufbahn ein und trat in den preußischen Staatsdienst ein. Am 3. April 1888 wurde er vom Justizminister des Oldenburgischen Staats zum Referendar ernannt und drei Tage später dem Königlichen Amtsgericht zu Eutin überwiesen. Vom 18. Januar 1889 bis zum 9. Juli 1890 war er bei der Königlichen Staatsanwaltschaft zu Altona beschäftigt. Am 9. Juli 1890 trat er in die Königliche Preußische Verwaltung über. Vom 1. August 1890 bis zum 2. September 1891 war er zur Hilfsleistung bei dem Kommunalverband des Landkreises Harburg gestellt, dessen Wahl zum Syndikus er im August 1890 annahm, jedoch nicht antrat. Seine schriftliche Hausarbeit verfasste er über das Preußische Kommunalabgabengesetz vom 14. Juli 1893. Ab 1894 war er als Regierungsassessor tätig. Seit dem 8. Dezember 1894 war er außeretatsmäßiges Mitglied der Regierung und unter anderem im Ressort des Kultusministeriums unter Kultusminister Heinrich Conrad Studt beschäftigt. 1896 wurde er dem Landrat des Kreises Plön, Christian zu Rantzau, überwiesen.

### Erste publizistische Tätigkeiten
Seit dieser Zeit widmete er sich auch vermehrt schriftstellerischen und kulturpublizistischen Tätigkeiten. Entgegen dem antimodernen und nationalistischen Kulturklima Preußens veröffentlichte er im Juni 1896 den wertschätzenden Aufsatz „Paul Verlaine und die Lyrik der Décadence in Frankreich“ in der Kunst- und Literaturzeitschrift Pan. Darin analysiert er Verlaines symbolistische Lyrik im Kontext der aufkommenden französischen Décadence-Bewegung des Fin de Siècle. Er zeigt, wie Verlaine mit seinem Programm der Nuance und Musikalität Form und Sprache auflockerte, seine religiöse Bekehrung im Gedichtband „Sagesse“ verarbeitete und gemeinsam mit den „poètes maudits“ wesentliche Impulse für den Symbolismus des späten 19. Jahrhunderts setzte. Im April 1897 erschien ebenfalls in Pan ein Beitrag von ihm über den Kunsthistoriker und Schriftsteller Carl Friedrich von Rumohr. Darin würdigte er dessen Leben und Wirken als Begründer der modernen Kunstgeschichte, weil Rumohr in seinen „Italienischen Forschungen“ mit strenger Quellenkritik und Stilanalyse Giorgio Vasaris Legenden widerlegte, unbekannte Schulen wie Siena erschloss, romantische Nachahmung verwarf und stattdessen naturbezogenes, handwerklich fundiertes Schaffen forderte.

### Museumsdienst in Berlin
Von 1897 bis 1898 arbeitete er als Hilfsarbeiter beim Landratsamt Lennep, im heutigen Remscheid, unter Landrat Richard Koenigs, einem jüngeren Bruder des Kölner Bankiers und seines späteren Schwiegervaters Ernst Friedrich Wilhelm Koenigs. Am 18. April 1898 heiratete Wedderkop in Köln dessen Tochter Elisabeth Koenigs und feierte anschließend im Dom-Hotel. Dadurch war er mit der Bankiers- und Industriellenfamilie Königs-Bunge verschwägert. Zu dieser gehörte auch sein Schwager, der Kunstsammler Franz Koenigs. Noch im Jahr der Hochzeit zog das Paar nach Berlin. Magnus von Wedderkop wurde am 1. Juli 1898 kommissarisch zum Justiziar und Mitglied des Verwaltungsrats der Generalverwaltung der Königlichen Museen zu Berlin berufen und löste den Museumsjustiziar Schauenburg ab. Am 23. Februar 1903 wurde er fest bestellt und erhielt den Titel eines Regierungsrates. Als Justiziar vertrat er den Generaldirektor. In dieser Funktion vermittelte er zwischen den Schenkungsplänen der Familie Koenigs, den auf die französische Moderne gerichteten Erwerbungsinteressen der Nationalgalerie unter Direktor Hugo von Tschudi und den ästhetisch-konservativen sowie nationalistisch aufgeladenen Genehmigungserfordernissen Kaiser Wilhelms II. Magnus von Wedderkop verfasste das Vorwort für den Ausstellungskatalog der Sonderausstellung „Ausstellung der Sammlung Felix Koenigs“, die im März und April 1901 in der Nationalgalerie stattfand. Damit fiel sie in die Zeit des 25-jährigen Jubiläums der Alten Nationalgalerie. Gezeigt wurde der Nachlass mitsamt einer großen Anzahl ausländischer Werke des ein Jahr zuvor verstorbenen Felix Koenigs, einem Bruder von Wedderkops Schwiegervater.
Magnus von Wedderkop arbeitete zunächst unter Museumsdirektor Richard Schöne und ab dem Dezember 1905 noch einige Monate unter Wilhelm von Bode. Aus dem Nachlass von Wilhelm von Bode sind 14 Briefe von Magnus von Wedderkop aus den Jahren 1900–1907 im Zentralarchiv der Staatlichen Museen zu Berlin erhalten. Da er häufig krankheitsbedingt ausfiel, wurde Wolfgang von Burchard, ein Sohn von Emil von Burchard, zunächst sein Vertreter und blieb dann als zweiter Justiziar. Nachdem er sich wiederholt für längere Zeit wegen Krankheit beurlauben lassen hatte, ließ sich Magnus von Wedderkop zum 1. Oktober 1906 vorzeitig pensionieren. Er wurde mit dem Eintritt in den Ruhestand mit dem Roten Adlerorden vierter Klasse ausgezeichnet.

### Publizistische Tätigkeit im Ruhestand
Auch im Ruhestand setzte Magnus von Wedderkop seine publizistische Tätigkeit fort. Im Februar 1908 erschien sein Aufsatz „Staat und moderne Kunst“ in der von Richard Fleischer, einem Bruder von Emil Fleischer, herausgegebenen „Deutschen Revue“. Darin argumentierte Wedderkop, dass staatliche Eingriffe die Kunstfreiheit untergraben würden und die Förderung der modernen Kunst unabhängigen Fachleuten obliegen sollte. Mit dieser kritischen Auseinandersetzung mit der wilhelminischen Kulturpolitik plädierte er für „neue Wege“ und eine liberalere Haltung des Staates. Sein umfangreichstes Werk ist das 1912 erschienene Buch „Neue Wege zur französischen Literatur des 17. und 18. Jahrhunderts – Ein Führer für moderne Leser“. In diesem literaturhistorischen Werk betrachtete Wedderkop die französischen Klassiker vom Grand Siècle bis zur Aufklärung neu und machte sie damit einem Lesepublikum des frühen 20. Jahrhunderts zugänglich.
Nach dem Tod von Richard Schöne verfasste Magnus von Wedderkop im Jahr 1922 einen Nachruf auf ihn. Auch im Querschnitt, bei dem sein Bruder ab 1924 alleiniger Herausgeber war, veröffentlichte er innerhalb von fünf Jahren sechs Artikel. Im Jahr 1923 schrieb er über „Aristophanes gestern und heute“, 1924 folgte ein Artikel zu „Boileau und der Expressionismus“, 1925 schrieb er über die „Arabesken um Plato“ und „Hellenistische Lyrik“, 1926 folgte ein Text zu „Machiavelli: vom Staatssekretär zum Popanz“ und 1927 schließlich eine Rückschau auf den französischen Autor „Paul Louis Courier: 1773-1825“. Zudem half er Enno Littmann bei der 1924 erschienenen zweiten Auflage dessen Buchs „Morgenländische Wörter im Deutschen“.

### Freundschaften und Netzwerk
Neben der engen familiären Beziehung zu den Koenigs war Wedderkop eng mit dem Kunsthistoriker Alfred Lichtwark, den er seit seiner Jugend kannte, mit dem Hamburger Oberlandesgerichtsrat Wolf Mannhardt, einem Sohn von Julius Mannhardt, sowie mit dem Philosophen Paul Hensel befreundet. Diese Freundschaften sind in zahlreichen über Jahrzehnte geführten Briefwechseln dokumentiert. Hensel und Mannhardt studierten zur gleichen Zeit wie Wedderkop in Freiburg, mit Mannhardt ging Wedderkop bereits in Eutin zur Schule. Anlässlich des 25-jährigen Jubiläums von Alfred Lichtwark als Leiter der Hamburger Kunsthalle schrieb er 1911 den Artikel „Alfred Lichtwark und sein Werk“, der in der „Zeitschrift für Wissenschaft, Literatur und Kunst“ der Hamburger Nachrichten veröffentlicht wurde.

### Letzte Jahre und Tod
Magnus von Wedderkop verbrachte seinen Lebensabend mit seiner Frau auf Gut Mönchshof in Oberbreisig am nördlichen Mittelrhein. Dort starb er nach langem Leiden infolge von Altersschwäche im Alter von 64 Jahren. Seine Witwe Else von Wedderkop überlebte ihn um fast drei Jahrzehnte. Ihre Ehe blieb kinderlos.

## Rezeption
Der Schweizer Literaturwissenschaftler Manfred Gsteiger bezeichnete Wedderkop als „zu Unrecht verkannten adäquaten Leser und Deuter der französischen Symbolisten“. Carl Rotte war von Wedderkops Erörterungen über Paul Verlaine und die Décadence-Lyrik in der Pan beeindruckt. Sie würden sich durch eine sachliche und zugleich warme Darstellung sowie einen fließenden Stil auszeichnen und sich somit positiv von anderen, rein analytischen Beiträgen wie denen von Julius Hart abheben.
In der von Spannungen zwischen dem Deutschen Kaiserreich und der Dritten Französischen Republik geprägten Zeit zwischen dem Deutsch-Französischen Krieg und dem Ersten Weltkrieg bezeichnete ein anonymer Pariser Autor Wedderkops Herabwürdigung französischer Klassiker in „Neue Wege zur französischen Literatur des 17. und 18. Jahrhunderts“ in der Zeitschrift „La Revue pour Tous“ als Paradebeispiel teutonischer Selbstüberschätzung. Er bezeichnete sie als Ausdruck „prätentiöser Dummheit“, „krasser Unwissenheit“ und „hasserfüllter Voreingenommenheit“. Zuvor verspottete ihn bereits der radikale Symbolismusgegner Max Nordau in seiner Rezension im Journal des débats. Laut Nordau stolpere Wedderkop schon in seiner Muttersprache über Grammatik und Syntax. Seine Urteile über die französischen Klassiker, die er als langweilig abtue, seien ebenso verfehlt wie die Empfehlung angeblich „vollkommen unbekannter“ Werke. Daher folgert Nordau, dass selbst die viel gerühmte deutsche Wissenschaft und Gründlichkeit ihre lächerlichen Ausreißer habe. Gustav Adolf Erich Bogengs Urteil fällt wohlwollender aus. Er beschreibt Wedderkop als gebildeten Weltmann, dessen angenehme, ungezwungene Art zu plaudern sympathisch wirke und das Buch allgemein verständlich und zugleich genussvoll lesbar mache, ohne dabei schulmeisterlich oder belehrend zu sein. In der „Revue critique d'histoire et de littérature“ vertritt Ludovic Roustan die Ansicht, dass Wedderkop zwar eine teils zutreffende, teils kontroverse und ungewöhnliche Auswahl französischer Literaturwerke präsentiere, die jedoch nicht den französischen Geist vollständig repräsentiere.

## Publikationen (Auswahl)
- Paul Verlaine und die Lyrik der Décadence in Frankreich. In: Pan. F. Fontane & Co., Berlin 1896, Heft I und II, Zweiter Jahrgang, S. 69–77, Digitalisat.
- Karl Friedrich von Rumohr 1775–1865. In: Pan. F. Fontane & Co., Berlin 1896, Heft III und IV, Zweiter Jahrgang, S. 292–296, Digitalisat.
- Staat und moderne Kunst. In: Deutsche Revue. Deutsche Verlags-Anstalt, Dreiunddreißigster Jahrgang. Erster Band Januar bis März 1908, Stuttgart und Leipzig 1908, S. 215–225, Digitalisat.
- Neue Wege zur französischen Literatur, 17. und 18. Jahrhundert. Ein Führer für moderne Leser. Verlag Karl Curtius, Berlin 1912.